# Tenise
La Tenise est une rivière française qui coule exclusivement dans le département de la Haute-Saône. C'est un affluent de la Saône en rive gauche, donc un sous-affluent du Rhône.

## Géographie
D'une longueur de 18,6 km, la Tenise prend sa source dans le village de Cugney et s'écoule ensuite à faible pente (en moyenne : 2,4 ‰) en direction du nord-ouest pour rejoindre la Saône au niveau de la commune d'Esmoulins.

## Communes traversées
Dans le seul département de la Haute-Saône, la Tenise traverse 9 communes.
- D'amont vers l'aval : Cugney, Onay, Champtonnay, Cresancey, Noiron, Champvans, Apremont, Le Tremblois et Esmoulins.

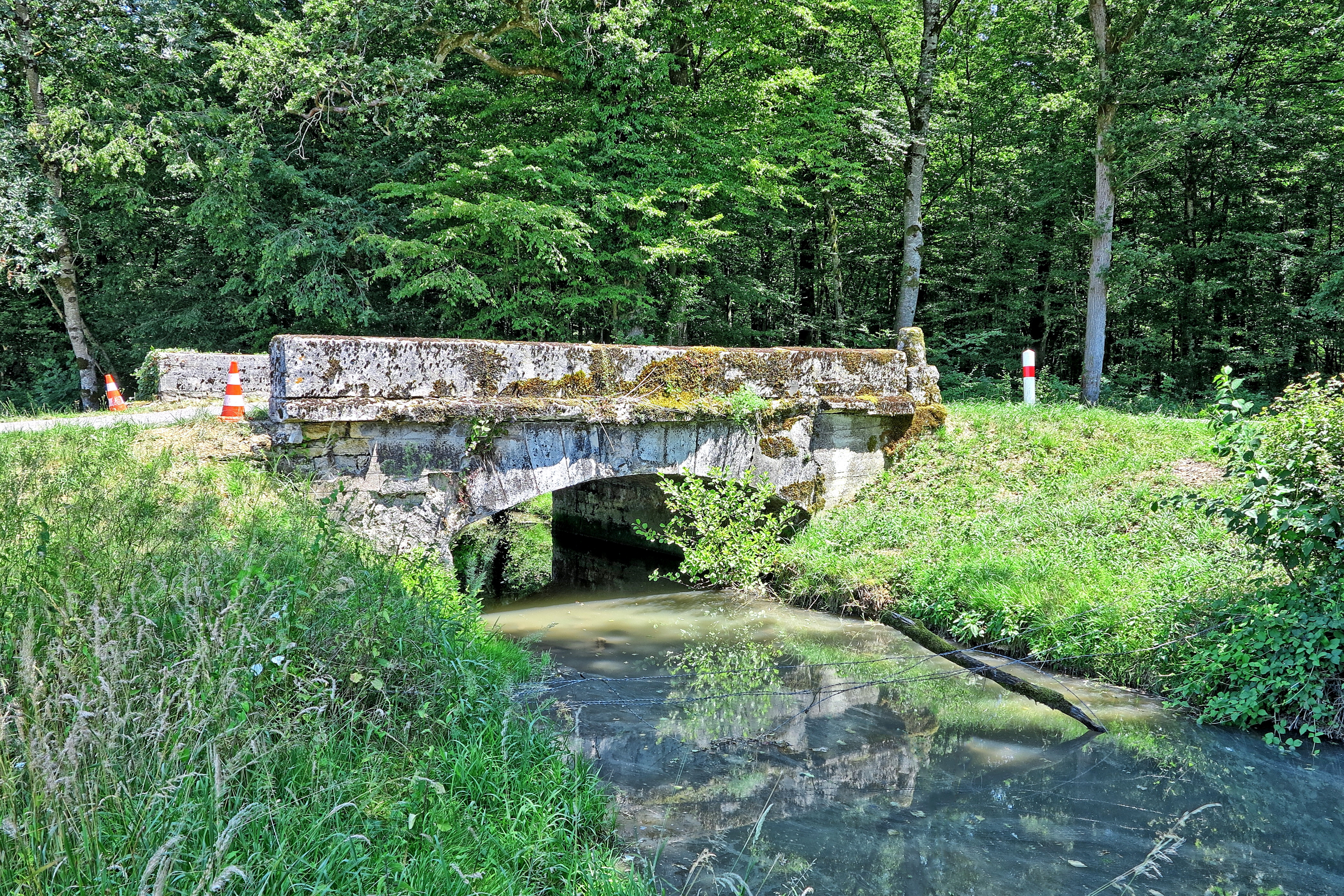
la Tenise au pont d'Onay.
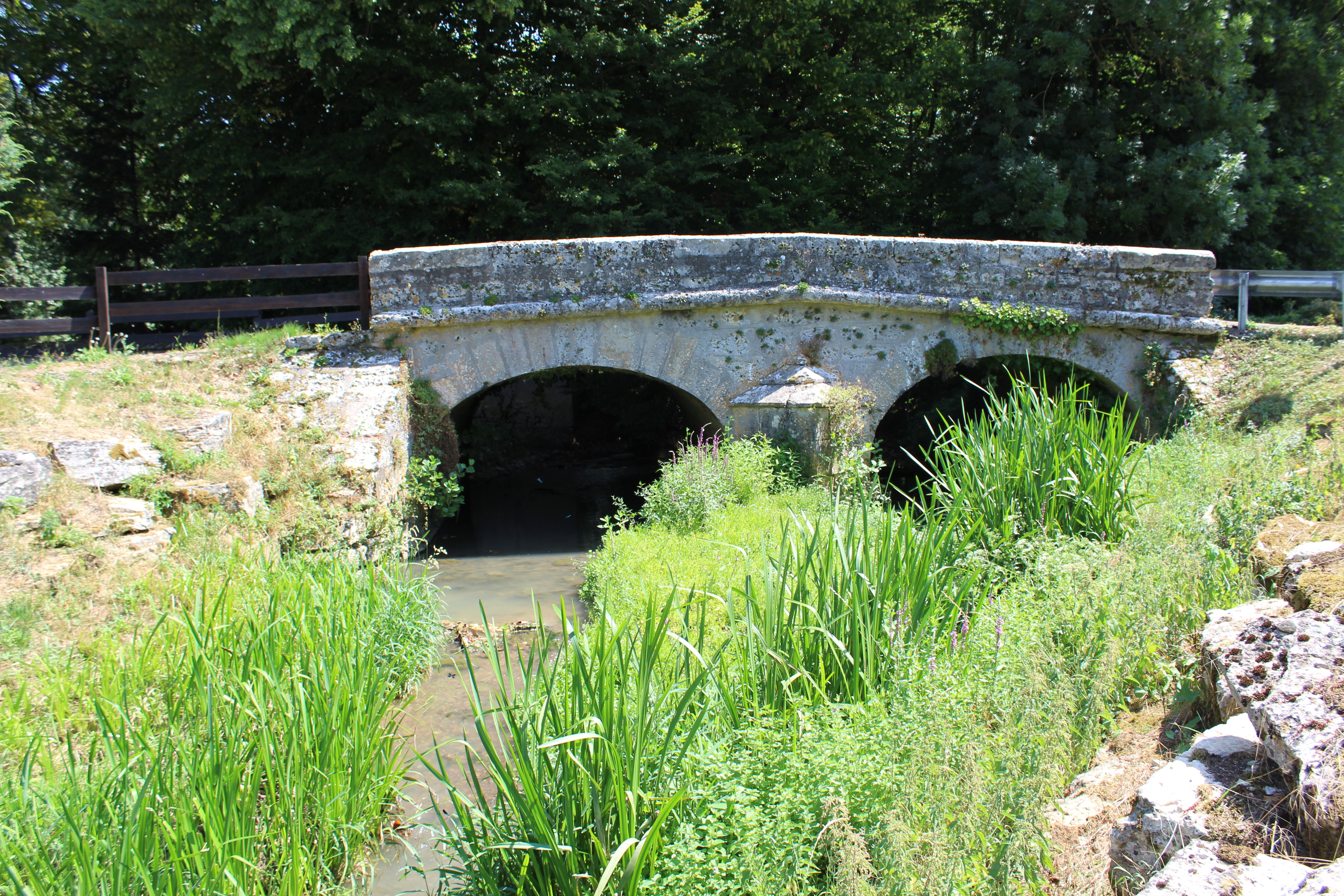
la Tenise au pont de Cresancey.
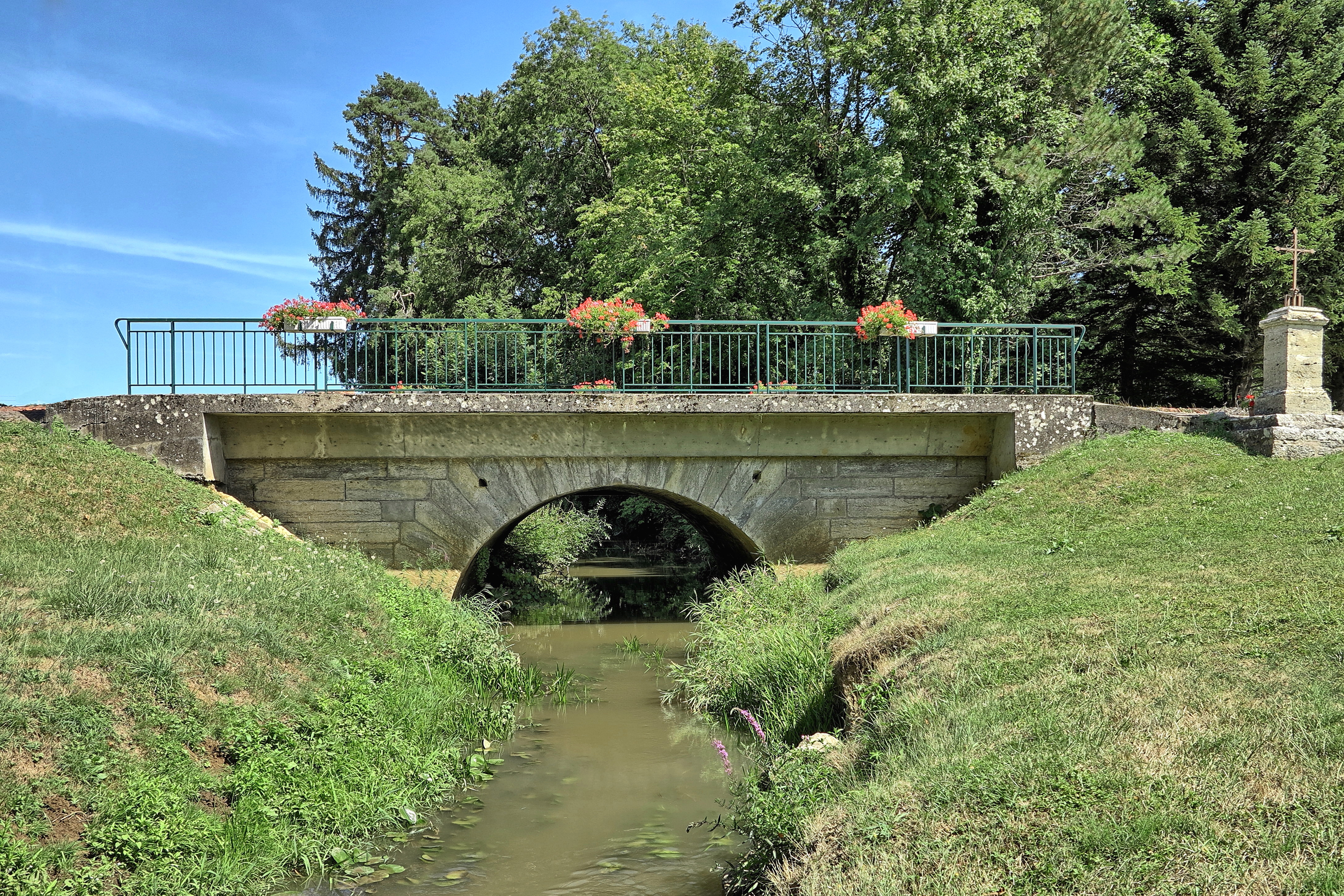
La Tenise au pont du Trembois.

## Affluents
La Tenise a deux ruisseaux affluents contributeurs référencés :
- Le ruisseau de Venère (RG)
- Le ruisseau de la Fontaine du Fou (RD)

(RD) = rive droite, (RG) = rive gauche

## Hydrologie
La Tenise traverse une seule zone hydrographique : La Saône de la Roye Taclée à la Vingeanne (U083).
Elle présente des fluctuations saisonnières de débit assez marquées.